# 38083 Rhadamanthus
38083 Rhadamanthus è un oggetto transnettuniano. Scoperto nel 1999, presenta un'orbita caratterizzata da un semiasse maggiore pari a 39,2273544 UA e da un'eccentricità di 0,1517369, inclinata di 12,71914° rispetto all'eclittica.
Scoperto nell'ambito del progetto Deep Ecliptic Survey dall'Osservatorio di Kitt Peak, presenta una risonanza orbitale 2:3 con quella di Nettuno, il che permette di classificarlo come plutino.
L'asteroide è dedicato al semidio cretese Radamanto.